# Bale Triadico de Bauhaus
Triadisches Ballett (Triádica Ballet) é um balé desenvolvido por Oskar Schlemmer. Ele estreou em Stuttgart, em 30 de setembro de 1922, com música composta por Paul Hindemith, após as apresentações de formação remonta a 1916, com os artistas Elsa Hotzel e Burger Albert. O balé se tornou o mais amplamente realizada de dança de vanguarda artística e enquanto era Schlemmer na Bauhaus (1921-1929), o balé excursionou, ajudando a espalhar o espírito da Bauhaus.

## Sinopse
Inspirado em parte por Pierrot Lunaire de Schoenberg e suas observações e experiências durante a Primeira Guerra Mundial, Oskar Schlemmer começou a conceber o corpo humano como um novo meio artístico. Ele viu balé e pantomima como livre da bagagem histórica do teatro e da ópera e, portanto, capaz de apresentar as suas ideias de geometria coreografada, o homem como dançarina, transformados pelo traje, que se deslocam no espaço.
A ideia do ballet foi baseado no princípio da trindade. Ele tem três atos, três participantes (dois do sexo masculino, um feminino), 12 danças e 18  figurinos. Cada ato tinha uma cor diferente e humor. As três primeiras cenas, contra um fundo amarelo limão para afetar um estado de espírito alegre, burlesco, as duas cenas média, em um palco rosa, festivo e solene e as três últimas cenas, em preto, se destinavam a ser místico e fantástico.
Ele viu o movimento de fantoches e marionetes como esteticamente superior ao dos seres humanos, como enfatizou que o meio de toda arte é artificial. Esse artifício pode ser expressa através de movimentos estilizados e a abstração do corpo humano. Ao analisar a forma humana (a geometria abstrata do corpo por exemplo, um cilindro para o pescoço, um círculo para a cabeça e os olhos) levou ao projeto muito importante traje, para criar o que ele chamou de sua "estatueta". A música seguiu e, finalmente, os movimentos de dança foram decididos.
Schlemmer viu o mundo moderno impulsionado por duas correntes principais, o mecanizadas (homem como máquina e do corpo como um mecanismo) e os impulsos primordiais (as profundezas de impulsos criativos). Ele alegou que a geometria coreografia de dança oferecido uma síntese, as origens dionisíacas e emocionais da dança, torna-se rígida e apolíneo em sua forma final.

## Exposições
Schlemmer é 'figurinhas' também foram mostrados em uma exposição de 1930 na Société des Arts décoratif em Paris, e novamente em 1938, no Museu de Arte Moderna da Bauhaus exposição em Nova York. As estatuetas foram exibidas em êxtase, sem a sua coreografia. Muito mais tarde, estatuetas Schlemmer apareceu no V & A exposição Modernismo 2006, acompanhada de gravações de vídeo de seu movimento. Alguns dos figurinos originais Schlemmer foram preservados e podem ser vistos no Neue Staatsgalerie de Stuttgart, na Alemanha.